# Mouvement de réforme des quotas de 2024 au Bangladesh
Le mouvement contre le système des quotas, aussi appelé mouvement de réforme des quotas, est un mouvement social de contestation survenu au Bangladesh du 1er juillet au 5 août 2024. Il a pour revendication principale une réforme voire une abrogation du système de quotas utilisé dans la fonction publique bengalie en faveur de certains groupes, notamment les descendants des combattants de la guerre d'indépendance, les minorités religieuses et ethniques, les districts sous-représentés et les groupes handicapés,. Ce mouvement est principalement porté par les étudiants du pays. Les mobilisations tournent à l'émeute à partir de la mi-juillet, causant plusieurs centaines de morts et de blessés, notamment à Dacca, la capitale, et donnant une dimension anti-gouvernementale au mouvement.
Le gouvernement bengali, mené par la Première ministre Sheikh Hasina et la Ligue Awami, accuse l'opposition (principalement le PNB et le Jamaat-e-Islami) de s'être approprié le mouvement et ainsi de chercher à déstabiliser le pays. En réponse aux mobilisations, le gouvernement ferme tous les établissements d'enseignement, met en action la police et les gardes-frontières afin de contenir le mouvement et déclare un couvre-feu national avec l'autorisation pour les forces de l'ordre de tirer à vue,.
Le mouvement aboutit le 5 août à la démission et la fuite de Sheikh Hasina, tandis que les forces armées forment un gouvernement intérimaire mené par le prix Nobel de la paix Muhammad Yunus,.

## Déroulement
Après la publication de la décision de la Cour suprême qui modifie le système de quotas d'avant 2018 dans les emplois gouvernementaux pour les étudiants, le 5 juin 2024, plusieurs étudiants venant de différentes universités de Dacca organisent des mobilisations contre le système de quotas. Ainsi, avec ce système de quotas, l'immense majorité des emplois dans la fonction publique est réservée aux vétérans de la guerre d'indépendance et à leurs descendants, ce qui favorise les membres de la Ligue Awami au pouvoir. Peu après avoir commencé, le mouvement est mis entre parenthèses, le temps de célébrer l'Aïd et de laisser passer les vacances d'été.
Après les vacances, l'agitation refait surface localement et pacifiquement avant de s'étendre au pays tout entier. Les principales universités publiques concernées par le mouvement sont l'université de Dacca, l'université Jagannath, l'université de Rajshahi, l'université maritime Bangabandhu Sheikh Mujibur Rahman, l'université Jahangirnagar (en), l'université de Chittagong (en), l'université Comilla (en) et l'université islamique. Plus tard, des universités privées se joignent au mouvement, dont l'université Nord-Sud (en), l'université indépendante du Bangladesh (en), l'université Brac (en), l'université internationale américaine du Bangladesh (en), l'université internationale unie (en), l'université Ahsanullah des sciences et technologies (en), l'université du Sud-Est (en) et l'université Varendra (en). Sous l'appellation « Mouvement étudiant anti-discrimination », les étudiants lancent le « blocus du Bangladesh ». Après quelques jours de contestation, la Cour d'appel décrète le statu quo pour quatre semaines à partir du 10 juillet, annulant la réforme voulue par la Cour suprême. En réaction au verdict de la cour, les étudiants annoncent vouloir se débarrasser pour de bon des quotas, et que cette décision n'est qu'un début de satisfaction de leurs revendications. Le mouvement affecte également les réseaux ferrés et routiers nationaux dans les villes de Dacca, Chittagong, Comilla, Jessore, Rangpur et Râjshâhî.
Le 10 juillet, une marche de protestation est organisée à l'université de Dacca vers 11 h. Un blocage mis en place par les forces de l'ordre contraint les manifestants à rester sur place. Dans l'après-midi, les étudiants prennent connaissance de la décision de la cour d'appel. Les étudiants sont ensuite appelés à rentrer chez eux. Le réseau de transports en commun de Dacca est paralysé par la manifestation à plusieurs endroits de la ville. Les trajets en bus de longue distance sont annulés à cause de la mobilisation. La même journée, la police réprime une manifestation à l'université Comilla.
Le 15 juillet, des violences ont lieu, opposant des étudiants manifestant contre les quotas et des membres des forces de l'ordre et de la Bangladesh Chhatra League (BCL), organisation de jeunesse du parti au pouvoir, la ligue Awami. Les militants de la BCL sont équipés d'armes de fortune et secondés par les forces de police.
Le pays décide également de couper Internet le soir du 18 juillet, quelques jours après avoir décidé de fermer les universités du pays. Le même jour, la police annonce l'arrestation de Ruhul Kabir Rizvi Ahmed (en), l'un des principaux militants de l'opposition, sans que le motif de cette interpellation soit précisé. Il est connu comme étant la tête de file du Parti nationaliste du Bangladesh.
Le 19 juillet, des affrontements entre policiers et manifestants ont lieu dans le quartier aisé de Banani (en), après que de nombreux étudiants ont bloqué plusieurs routes du quartier. La police utilise du gaz lacrymogène pour tenter de disperser les participants. Le même jour, des militants prennent d'assaut une prison, en prennent le contrôle et libèrent plusieurs centaines de prisonniers, selon les autorités du Bangladesh. Ils quittent le bâtiment avant de l'incendier. Tous les rassemblements organisés à Dacca le 19 juillet sont interdits et un couvre-feu est instauré.
Au cours des émeutes, plusieurs policiers sont blessés et des bâtiments officiels, notamment celui abritant les studios de la télévision nationale Bangladesh Television (BTV)endommagés. Au moins 52 personnes sont tuées et plus de 700 personnes ont été blessées, dont 104 policiers et 30 journalistes le 19 juillet, portant le nombre de décès à au moins 105.
Le 4 août, lors de la journée la plus sanglante depuis le début du mouvement, 97 personnes sont tuées dans des affrontements violents entre des manifestants anti-gouvernementaux et des unités de police,. Le 5 août, la Première ministre Sheikh Hasina s'enfuit en Inde avec un hélicoptère militaire et démissionne. Alors que la résidence de Hasina est prise d'assaut par les manifestants, le chef de l'armée Waker-uz-Zaman annonce la formation d'un gouvernement avec l'opposition excluant le parti au pouvoir,.
Les représentants des manifestants appellent à nommer l'opposant et prix Nobel de la paix Muhammad Yunus comme Premier ministre. Le 6 août, le président de la République Mohammad Shahabuddin dissout le Parlement et nomme Yunus pour diriger le gouvernement après des discussions avec l'armée et le mouvement. Le 30 août, le bureau du Haut-Commissariat des Nations unies aux droits de l'homme annonce qu'il va déployer une équipe d'enquête pour enquêter sur les violations des droits de l'homme commises par les forces gouvernementales.
En octobre 2024, contredisant ses propos tenus lors de l'allocution du 5 août, le président Mohammad Shahabuddin  affirme n'avoir jamais reçu la lettre de démission de Hasina. Cette déclaration provoque de nouvelles manifestations réclamant sa démission.

## Revendications
Les manifestants, surtout des étudiants, réclament au gouvernement la fin du système de recrutement de la fonction publique, lequel repose sur des quotas d'embauche pour les différents postes à pourvoir. Une mesure de discrimination positive garantit à certaines catégories de population une partie des postes, les descendants des combattants pour l'indépendance lors de la guerre de libération du Bangladesh en 1971 recevant ainsi de droit 30 % des emplois. Les opposants à ce système demandent « un recrutement au mérite ».

## Bilan humain
Sur 150 personnes mortes lors du mouvement identifiées par Prothom Alo en juillet 2024, 75 % sont des enfants, adolescents et jeunes adultes. La majorité des victimes sont touchées par des balles réelles tirées par la police, souvent à la tête, à la poitrine et à l'abdomen, et sont principalement des étudiants et des travailleurs.

## Réactions

### Bangladesh

#### Soutiens
Le plus grand parti d'opposition bengali, le Parti nationaliste du Bangladesh (PNB), dénonce la violence exercée par la Chhatra League à l'encontre des manifestants. L'Alliance démocratique de gauche (en) critique de son côté le gouvernement, en disant qu'il « provoque par ses discours au lieu de reconnaître ses torts dans le système de quotas ».
Dans une tribune, trente célébrités bangladaises condamnent les pertes humaines lors des affrontements violents. L’ONG Transparency International Bangladesh dénonce également les répressions.
En outre, l’ambassade des États-Unis au Bangladesh émet une alerte à l’intention de ses citoyens vivant dans le pays, leur demandant d’éviter les manifestations et de faire preuve de prudence à proximité de tout grand rassemblement. L’ambassade est ensuite fermée à la suite de l'escalade des violences.
Le groupe Auraj soutient et participe au mouvement de réforme des quotas.

#### Opposition
Muhammad Zafar Iqbal (en), un écrivain bangladais de renom et ancien professeur à l'université de Shahjalal, dit à propos des manifestations qu'il ne remettra plus jamais les pieds à l'université de Dacca car il considère les étudiants comme des Razakars. Cette déclaration suscite un tollé parmi les partisans et participants au mouvement. De nombreuses librairies en ligne, dont Rokomari.com, annoncent qu'elles ne vendront plus et ne feront plus la promotion de ses œuvres littéraires. Ils retirent ensuite ses livres de la vente sur leurs sites web. En réaction, les étudiants de Shahjalal appellent le professeur à quitter l'université.

### Réactions internationales
Le porte-parole du département d'État des États-Unis, Matthew Miller, a condamné les attaques de la Chhatra League à l'encontre des manifestants. La porte-parole du ministère des Affaires étrangères du Bangladesh, Saheli Sabrin, a qualifié les propos de Miller de « déclarations sans fondement ». Le membre de la Chambre des représentants Andy Kim a condamné la violence du gouvernement contre les manifestants étudiants.
Le ministère des Affaires étrangères et du Commonwealth a exprimé ses inquiétudes concernant les violences qui ont suivi les manifestations et a exhorté les deux parties à « mettre fin à la violence et à trouver une solution pacifique ».
La ministre en chef du Bengale-Occidental (État de l'Inde), Mamata Banerjee, a présenté ses condoléances aux familles des étudiants morts lors des manifestations. Elle a en outre déclaré que le Bengale-Occidental était disposé à accorder l'asile à tout ressortissant bangladais cherchant refuge.
Le secrétaire général des Nations unies António Guterres a exprimé ses inquiétudes et a exhorté le gouvernement à garantir un environnement propice au dialogue et a encouragé les manifestants à s'engager dans un dialogue pour sortir de l'impasse. Son porte-parole, Stéphane Dujarric, s'est dit préoccupé par les informations selon lesquelles des véhicules siglés ONU auraient été utilisés pendant les manifestations et a déclaré que ces véhicules ne devraient être utilisés que pour des missions officielles de maintien de la paix ou des missions politiques de l'ONU , ajoutant qu'il avait posé la question au gouvernement bangladais. Le haut-commissaire des Nations unies aux droits de l'homme Volker Türk condamne la répression contre les manifestations étudiantes, pointant des méthodes « particulièrement choquantes et inacceptables ».
Le 22 juillet 2024, un tribunal des Émirats arabes unis condamne cinquante-sept Bangladais à des peines de prison, dont trois à perpétuité, pour avoir organisé des manifestations contre le gouvernement du Bangladesh aux Émirats arabes unis, où les manifestations sont illégales.
Le chef de la représentation de la Commission européenne au Bangladesh, Charles Whiteley, a déclaré qu'il « souhaitait voir une résolution rapide de la situation actuelle » et exhorte le gouvernement à « éviter de nouvelles violences et effusions de sang ».

### Organisations internationales
Human Rights Watch appelle le gouvernement bangladais à mettre un terme à la crise, à punir les auteurs de crimes graves et à protéger les étudiants qui manifestent. L’organisation demande également au Royaume-Uni et l’Union européenne d'exercer une surveillance accrue sur les forces de sécurité bangladaises. Amnesty International condamne les attaques contre les manifestants et exhorte le gouvernement à « garantir immédiatement la sécurité de tous les manifestants pacifiques et un traitement approprié à tous les blessés »,. La Fédération internationale pour les droits humains et Odhikar (en) demandent au gouvernement bangladais d'enquêter sur la répression par les forces de l’ordre et de tenir les policiers responsables de tout recours à la force inutile ou disproportionnée. Ils appellent également à l'ouverture immédiate d'une enquête indépendante sur les attaques perpétrées contre les manifestants par des membres de la Chhatra League.
L'Association des étudiants indiens dénonce la violence et exprime sa solidarité avec les étudiants manifestants. Le parti indien Awami Ittehad condamne la violence et appelle les ressortissants indiens à faire preuve de prudence.
Ma Thida, présidente du Comité des écrivains en prison de PEN International, condamne la violence et appelle le gouvernement du Bangladesh à protéger les journalistes et à garantir leur liberté d'expression,. Célia Mercier, responsable du bureau Asie du Sud de Reporters sans frontières, demande que les responsables des violentes attaques contre les journalistes soient immédiatement identifiés et traduits en justice. Elle appelle également les autorités à garantir la sécurité des journalistes et le droit à l'information.
L'ONG de défense des droits civiques numériques Access Now exhorte le gouvernement à garantir un accès illimité à Internet et une transparence en cas de perturbations, les fournisseurs de services fournissant une notification préalable et des explications aux utilisateurs.